# Philippe Petrucciani
Philippe Petrucciani (* 10. März 1957 in Toulon) ist ein französischer Jazzmusiker (Gitarre, Komposition).

## Leben und Wirken
Petrucciani entstammt einer Musikerfamilie; der Gitarrist Tony Petrucciani ist sein Vater, der Pianist Michel Petrucciani war sein jüngster Bruder. Sein Vater bildete ihn bereits früh an der Gitarre aus – rechtsherum, obgleich er Linkshänder ist; dann spielte er unter der Anleitung seines Vaters Jazz im Trio mit seinen Brüdern Michel und Louis Petrucciani und hörte Musiker wie Wes Montgomery, Bill Evans, Tal Farlow oder Barney Kessel.
Während einer ersten Reise in die USA 1979 traf er John Abercrombie und erhielt die Möglichkeit, mit seinem Bruder Michel in Philadelphia im Duo zu spielen; später traten beide auch im Olympia in Paris im Duo auf. 1980 gründete er eine erste eigene Gruppe, mit der er seine Kompositionen aufführte. Er spielte in Andy McKees Band und arbeitete mit Musikern wie Manhu Roche, Jean-Sébastien Simonoviez, André Villegier, Frédéric Monino, Marc Mazzillo oder Jean Pierre Llabador zusammen. Dann tourte er in Israel und Italien mit seinen beiden Brüdern Louis und Michel. 1991 trat mit seinem Bruder Louis bei der MIDEM auf und nahm sein erstes Album auf, dem weitere Alben mit eigenen Bands folgten. Seine Komposition Why wurde durch seinen Bruder Michel bekannt gemacht.
Im Trio Perfetto spielt er mit dem Pianisten Mario Stantchev und dem Posaunisten Francesco Castellani. Er war mit der Pianistin und Sängerin Nathalie Blanc verheiratet, mit der er wieder in unterschiedlichen Konstellationen auftritt. Auch ist er auf Lucky Petersons Album Tribute to Jimmy Smith zu hören. Weiterhin unterrichtet er am Institut Musical de Formation Professionnelle in Salon-de-Provence.

## Diskographische Hinweise
- Philippe Petrucciani, Nathalie Blanc Remember Petrucciani  (2015)
- Philippe Petrucciani Featuring Nathalie Blanc Este Mundo (2012)
- One for Marie (2003)
- The First (1991, mit François Quillet, Dominique di Piazza und Victor Jones)